# 艾玛猪笼草
艾玛猪笼草，又名漏斗猪笼草（N. infundibuliformis），是苏拉威西特有的热带食虫植物，生长于海拔1000米至2000米处。其与大猪笼草（N. maxima）之间存在着密切的近缘关系，区别在于其具有红酒杯状的上位笼。
其种加词得名于荷兰植物学家皮埃尔·约瑟夫·艾玛，他曾在荷属东印度群岛进行了广泛的研究，并发现了许多新物种。

## 植物学史
1938年，荷兰植物学家皮埃尔·约瑟夫·艾玛在中苏拉威西省发现了艾玛猪笼草。艾玛猪笼草的原始标本编号为“Eyma 3968”，其包含一个雄性花序。
仓田重夫在1984年的一期《食虫植物研究会杂志》中正式描述了艾玛猪笼草。1983年11月5日，采集于中苏拉威西省卢穆特山（Mount Lumut）北部海拔1850米处的“Kurata, Atsumi & Komatsu 102a”号标本被指定为模式标本。此外，仓田重夫还采集了大量等模标本（Kurata, Atsumi & Komatsu 103、104和105）。这四份标本不包含模式描述，也没有标明所在地，如果其被存放于公共机构，则很有可能是日本牙科学院（Nippon Dental College）植物标本馆。尽管如此，根据《國際植物命名法規》第37条其种加词仍有效，仓田重夫的描述包含了一份模式标本的说明。仓田重夫最初发表的种加词“eymai”也是为了纪念皮埃尔·约瑟夫·艾玛。但之后其他学者指出尽管皮埃尔·约瑟夫·艾玛为男性，种加词仍应使用阴性词，所以现在修订为“eymae”。
几乎在同时，约翰·特恩布尔（John Turnbull）和安妮·米德尔顿（Anne Middleton）在《分类生物学、植物社会学、植物生态学杂志》（Reinwardtia）中将该物种描述为漏斗猪笼草。仓田重夫的描述发表于2月6日，而约翰·特恩布尔和安妮·米德尔顿的描述发表于四天后，即2月10日。因此，艾玛猪笼草的名称优先，漏斗猪笼草被视为前者的同物异名。类似的情况还出现于对无毛猪笼草（N. glabrata）和钩唇猪笼草（N. hamata）的描述上。约翰·特恩布尔和安妮·米德尔顿的描述基于他们于1983年9月20日采集的编号为“J.R.Turnbull & A.T.Middleton 83148a”的标本，其采集于苏拉威西小卢穆特山（Mount Lumut Kecil），1°03′S 121°41′E / 1.050°S 121.683°E海拔1500米处。在其描述中，约翰·特恩布尔和安妮·米德尔顿表示其模式标本存在于茂物植物园植物标本馆（BO）中，但马修·杰布和马丁·奇克却没能在此找到，并写道其“似乎并不存放于茂物”。除了上述的艾玛猪笼草标本外，在文献也提及了许多其他的标本。
大部分学者始终认为艾玛猪笼草是一个独立的物种，并且所有关于猪笼草主要的专著中都这样看待，包括马修·杰布和马丁·奇克的《猪笼草属（猪笼草科）的框架性修订》、《猪笼草科》及斯图尔特·麦克弗森的《旧大陆的猪笼草》。然而，部分学者仍对其从大猪笼草中独立出来表示怀疑。在《旧大陆的猪笼草》中斯图尔特·麦克弗森写道：“给予艾玛猪笼草特殊地位似乎是有必要的，因为这两个类群表现出存在共同及孤立且自我维持的群落。”

## 形态特征
艾玛猪笼草为藤本植物。茎可长达8米，可分叉，具两个楞，直径可达8毫米。节间距可长达6厘米。腋芽位于攀援茎叶腋上方3至10毫米处，为穗状，可长达10毫米（少数可达20毫米），宽至1.5毫米。

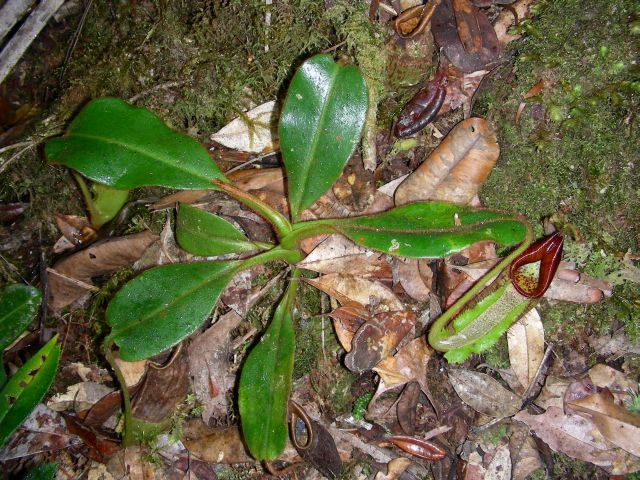
艾玛猪笼草具下位笼的莲座状植株

尚未有关于艾玛猪笼草种下类群的描述。

### 叶
艾玛猪笼草的叶片革质，具柄，长圆形或长圆形－椭圆形，可长达35厘米，宽至12厘米。叶尖圆或急尖至钝尖，不呈盾形。叶基为钝尖，渐狭，形成叶柄。叶柄呈细管状，偶尔为槽状，翼宽约4毫米。黄化植株的叶柄可长达18厘米，但通常仅可达10厘米。其包住茎周长的二分之一，突然下延。纵脉和羽状脉都不明显。

### 捕虫笼
艾玛猪笼草的下位笼一般通体为卵形，也可能为圆柱形。笼口下略微缩窄。下位笼可高达24厘米，宽至16厘米。腹面具一对不宽于2厘米的笼翼，翼须可长达8毫米。唇基部拉长为一个明显的唇颈。内表面的蜡质区稀少。笼口为卵形，下凹，倾斜。唇光滑，或多或少呈圆柱形。唇前部可宽达2厘米，两侧及基部扩展，最宽可达5厘米。唇外缘可为波浪状，内缘具深弯的唇齿，特别是靠近基部的唇齿。唇内缘部分约占截面表面总长度的34%，
笼盖下唇的两叶通常间隔数毫米。唇肋发达，可高达2毫米。笼盖为卵形至三角形，可长达5厘米，宽至3厘米。其末端为渐尖，基部横截至耳状。笼盖通常展开得不规则，边缘呈锯齿状。笼盖的下表面具两个突出的附属物。第一个位于基部，呈三角形，可长达12毫米。第二个位于顶端，呈丝状或三角形，可长达18毫米。两附属物及笼盖下表面的中线都具有椭圆形的蜜腺，其可长达2毫米，宽至1毫米，笼盖下表面其余部分具许多较小的蜜腺。笼盖基部的后方具一根不分叉的笼蔓尾，其可长达10毫米。
艾玛猪笼草上位笼基部一半至四分之三为窄漏斗形，上部突然扩大为宽漏斗形。笼口下可能略微收缩。上位笼的体型明显比下位笼小，高仅可达15厘米，宽仅可为8厘米。捕虫笼基部弯曲之后为一段中空的笼蔓。类似的结构见于杏黄猪笼草（N. flava）、暗色猪笼草（N. fusca）、马桶猪笼草（N. jamban）、卵形猪笼草（N. ovata）和佛氏猪笼草（N. vogelii）。笼翼常缩小为一对隆起，部分标本其笼翼的痕迹完全消失。这一对隆起通常并列于上位笼的基部，上部发散。笼口水平，平直。唇平展，光滑，可宽达1.5厘米，整体宽度相等或基部更宽。唇肋大大缩小，但突出，高仅为0.5毫米，间距可达0.5毫米。唇基部拉长为渐尖的唇颈，其不长于3厘米，垂直，或向笼口大角度倾斜。唇内缘无唇齿，基部的外缘常为波浪状。笼盖通常为镞型，极窄，可长达8厘米，基部宽2.5厘米，中部宽1厘米。其基部浑圆，末端为钝尖至突然浑圆。其常向上弯曲，边缘可能为锯齿状。上位笼附属物是否存在的可变性强：笼盖可能具一对类似于下位笼的附属物，但也可能完全消失。在上位笼观察到的两个附属物，基部的为钩状，可长达8毫米，末端的为丝状，可长达12毫米，笼盖的下表面也具有类似下位笼的蜜腺。笼蔓尾位于笼盖基部的后方约10毫米处。其单一或末端二叉，可长达10毫米。发育中的上位笼左右两壁贴紧，后部明显隆起，笼蔓尾直立。此时，笼蔓尾紧合分叉。

### 花序
艾玛猪笼草的花序为总状花序。雄性花序可长达30厘米，宽至2.5厘米（包括花朵），总花梗可长达11厘米，基部可宽至3毫米，花序轴可长达20厘米。花序基部的花梗带2朵花。部分花梗无苞片，数量约30至40根。其长约10毫米，分支部分长约6毫米。花被片为椭圆形，长约4毫米，宽约2毫米。雄蕊柄长约4毫米，花药头长约1.5毫米，宽约1毫米。

### 毛被
艾玛猪笼草的毛被柔软，为橙色至红褐色。植株所有成熟的营养组织都具毛被，包括茎、笼盖下表面及叶片表面。毛被由丛生的绒毛和单一的绒毛组成，丛生的绒毛可长达0.05毫米，单一的绒毛通常可长达0.8毫米。笼蔓、中脉、笼盖和笼蔓尾的毛被较长较密集，可达2毫米。但毛被也具有一定可变性，部分植株的毛被可能稀疏至完全不明显的程度。

### 色彩
艾玛猪笼草的茎和中脉都为黄绿色，叶片为暗绿色。笼蔓为红色至绿色或略带红色。下位笼的笼身可能为白色、绿色、黄色、棕色或红色，常具有红色的斑点。捕虫笼具有明显的毛被，在阳光下呈现出栗色的光泽。内表面通常为黄色或橄榄绿至褐色，一般存在红色、棕色或紫色等颜色较深的斑点。唇的颜色通常较深，为红褐色，较旧的标本可为黑色。唇上还经常具有黄色至黑色的条纹。笼盖为绿色至褐色，其下表面通常具红色至黑色的斑点。上位笼以黄色为主，笼身内表面及笼盖下表面偶尔具红色至紫色的斑点。唇的颜色可变：其可能为橙色至红色（这类的唇往往内缘的颜色较深），或具有红色、棕色、紫色或黑色的窄条纹。花被片为红色。

## 生态关系

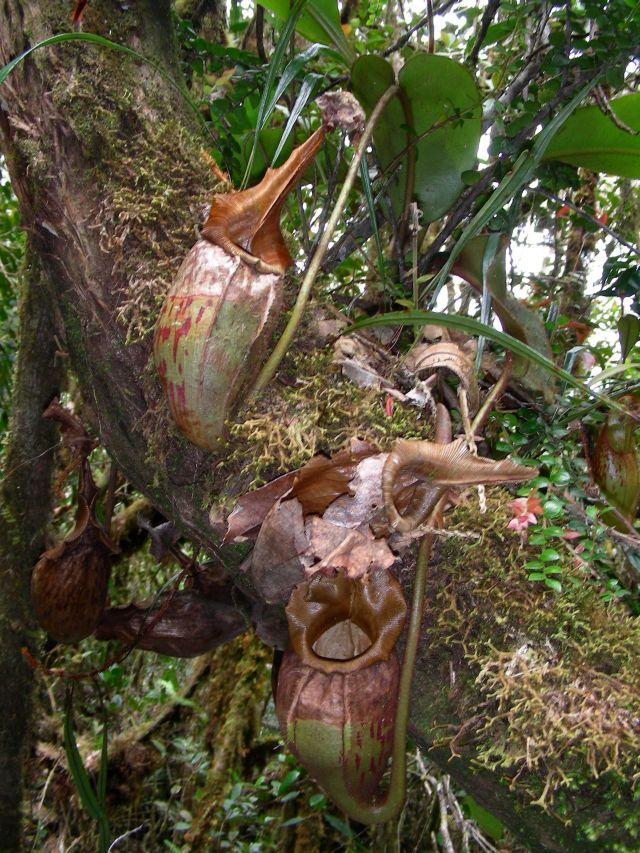
艾玛猪笼草的附生植株，示其具红色其中位笼。

艾玛猪笼草是印度尼西亚苏拉威西岛特有的热带食虫植物。其存在于中苏拉威西省（包括东部半岛）和西苏拉威西省。该地区的许多山峰都缺乏了解，可能存在着许多未被发现的艾玛猪笼草种群。艾玛猪笼草分布于海拔1000米至2000米处，通常为1400米。
艾玛猪笼草一般陆生，在高海拔地区也可附生。其原生地种类繁多，包括荒原森林、河岸、岩壁等开阔地及次生植被区。在其海拔分布范围的上限，艾玛猪笼草存在于山脊及顶峰的高地山地森林中。艾玛猪笼草可在阴暗及开阔的环境中生存，但位于后者的植株明显生长得较好。虽然在其与大猪笼草同域分布的地区有可能发生杂交渐渗，但是仍尚未证实存在艾玛猪笼草的自然杂交种。
根据2018年的评估，艾玛猪笼草已被列入《世界自然保护联盟濒危物种红色名录》中，保护状况为無危。2009年，斯图尔特·麦克弗森写道，该物种在其分别范围内“分布广泛且当地丰富”，并且大部分种群“位于偏远地区，现在不会遭受到严重的威胁”。虽然关于艾玛猪笼草分布范围尚未了解充分，但已知其存在于莫罗瓦利保护区（Morowali Nature Reserve）。

## 食虫性
艾玛猪笼草会产生极其黏稠的消化液，并在捕虫笼的内表面上形成一层薄膜。人工栽培的植株同样可见，特别是其上位笼。这使得艾玛猪笼草的捕虫笼具有通过黏稠内壁黏住过往的飞虫的功能。被黏住的飞虫逐渐滑落至捕虫笼底部而被消化掉。这种捕虫方式由彼得·达马托于1993年观察到并指出。
2011年一项研究显示人工栽培的艾玛猪笼草平均消化液弛豫时间为0.096秒（± 0.000）。同大多数研究的高地猪笼草一样，其与蒸馏水存在显著的差异（P < 0.001）。因此，艾玛猪笼草分类为黏彈性物种。
近缘关系密切的苏门答腊猪笼草物种组也同样具黏稠消化液，分别为马兜铃猪笼草（N. aristolochioides）、疑惑猪笼草（N. dubia）、杏黄猪笼草、无刺猪笼草（N. inermis）、贾桂琳猪笼草（N. jacquelineae）、马桶猪笼草、塔蓝山猪笼草（N. talangensis）和细猪笼草（N. tenuis）。这些物种都具有漏斗形的捕虫笼。

## 相关物种
艾玛猪笼草被归入“大猪笼草系”中，其中还包括博世猪笼草（N. boschiana）、陈氏猪笼草（N. chaniana）、附生猪笼草（N. epiphytica）、法萨猪笼草（N. faizaliana）、暗色猪笼草、克洛斯猪笼草（N. klossii）、大猪笼草、宽唇猪笼草（N. platychila）、窄叶猪笼草（N. stenophylla）和佛氏猪笼草。
大猪笼草广布于苏拉威西、新几内亚和摩鹿加群岛，形态极其多样。艾玛猪笼草与大猪笼草之间存在着密切的近缘关系，形态非常近似。它们的区别在于，艾玛猪笼草的上位笼无笼翼，完全呈漏斗形且体型相对较小，下位笼为卵形，笼盖为镞型。虽然部分大猪笼草的变型也具有完全为漏斗形的上位笼，但其中部不会艾玛猪笼草那样突然收缩成红酒杯状，且可能具笼翼。当这两个物种同域分布时，由于出现杂交渐渗，可能会模糊其形态特征的界线，使其难以界定。与艾玛猪笼草一样，大猪笼草和克罗斯猪笼草的笼盖也具有两个附属物。
婆罗洲的暗色猪笼草也可能出现类似于艾玛猪笼草的上位笼，但其下位笼相当窄，且为圆柱形。艾玛猪笼草的下位笼也可能会与另一种婆罗洲特有的维奇猪笼草（N. veitchii）相混淆，但这两者上位笼的区别较大。

## 扩展阅读
- 食虫植物照片搜寻引擎中艾玛猪笼草的照片 （页面存档备份，存于）

 维基共享资源上的相關多媒體資源：艾玛猪笼草
 維基物種上的相關：艾玛猪笼草